# Julio Furch
Julio César Furch (ur. 29 lipca 1989 w Winifredzie) – argentyński piłkarz występujący na pozycji napastnika, od 2023 roku zawodnik brazylijskiego Santosu.

## Kariera klubowa
Furch pochodzi z miejscowości Winifreda w prowincji La Pampa, z rodziny pochodzenia niemieckiego. Jest wychowankiem tamtejszej drużyny Deportivo Winifreda, w której barwach kilkakrotnie zostawał królem strzelców ligi regionalnej, przez pewien czas występował również w amatorskich zespołach z pobliskiego miasta Santa Rosa – All Boys, Colorado i Deportivo MacAllister. Wobec bezskutecznych prób znalezienia pracodawcy w pierwszej lidze poprzez testy, swoją karierę rozpoczynał jako dwudziestolatek w drugoligowym zespole Club Olimpo z siedzibą w Bahía Blanca. Już na koniec rozgrywek 2009/2010 awansował z ekipą Omara De Felippe do argentyńskiej Primera División, w której zadebiutował 8 sierpnia 2010 w przegranym 1:2 spotkaniu z Banfield. Premierowego gola strzelił natomiast 24 października tego samego roku w przegranej 2:3 konfrontacji z Tigre. Na koniec rozgrywek 2011/2012 spadł jednak z Olimpo z powrotem na zaplecze najwyższej klasy rozgrywkowej, a ogółem w barwach tego klubu spędził dwa i pół roku, głównie jako podstawowy zawodnik.
Latem 2012 Furch, bezpośrednio po relegacji Olimpo, został wypożyczony do drużyny San Lorenzo de Almagro ze stołecznego Buenos Aires. Tam spędził nieudane pół roku jako rezerwowy, nie potrafiąc wygrać rywalizacji o miejsce w składzie z graczami takimi jak Denis Stracqualursi czy Franco Jara. Bezpośrednio po tym udał się na sześciomiesięczne wypożyczenie do Arsenalu de Sarandí, gdzie z czasem został kluczowym zawodnikiem formacji ofensywnej, a jego udane występy zaowocowały przedłużeniem jego wypożyczenia o kolejny rok. W 2013 roku zdobył z Arsenalem puchar Argentyny – Copa Argentina, a także zajął drugie miejsce w krajowym superpucharze – Supercopa Argentina. Ogółem w barwach tego klubu spędził półtora roku, po czym jako wolny zawodnik przeniósł się do Club Atlético Belgrano z siedzibą w Córdobie. Tam jako najskuteczniejszy zawodnik grał przez sześć miesięcy.
W styczniu 2015 Furch przeszedł do meksykańskiego Tiburones Rojos de Veracruz, w tamtejszej Liga MX debiutując 16 stycznia 2015 w wygranym 3:1 spotkaniu z Pueblą. Wówczas także strzelił pierwsze gole w nowej drużynie, dwukrotnie wpisując się na listę strzelców. Od razu został jednym z czołowych napastników ligi, tworząc skuteczny duet napastników ze swoim rodakiem Danielem Villalvą. W wiosennym sezonie Clausura 2016 zdobył z Veracruz puchar Meksyku – Copa MX.
| Sezon     | Klub                        | Kraj      | Rozgrywki          | Mecze | Bramki |
| --------- | --------------------------- | --------- | ------------------ | ----- | ------ |
| 2009/2010 | Club Olimpo                 | Argentyna | Primera B Nacional | 2     | 0      |
| 2010/2011 | Club Olimpo                 | Argentyna | Primera División   | 24    | 3      |
| 2011/2012 | Club Olimpo                 | Argentyna | Primera División   | 26    | 4      |
| 2012/2013 | San Lorenzo de Almagro      | Argentyna | Primera División   | 9     | 0      |
| 2012/2013 | Arsenal de Sarandí          | Argentyna | Primera División   | 18    | 4      |
| 2013/2014 | Arsenal de Sarandí          | Argentyna | Primera División   | 36    | 10     |
| 2014      | CA Belgrano                 | Argentyna | Primera División   | 18    | 8      |
| 2014/2015 | Tiburones Rojos de Veracruz | Meksyk    | Liga MX            | 18    | 10     |
| 2015/2016 | Tiburones Rojos de Veracruz | Meksyk    | Liga MX            |       |        |